# Artur Sargsián
Artur Mélikovich Sargsián –en ruso, Артур Меликович Саргсян– (Kimry, 13 de marzo de 1998) es un deportista ruso de origen armenio que compite en lucha grecorromana. Ganó una medalla de bronce en el Campeonato Mundial de Lucha de 2021, en la categoría de 97 kg.

## Palmarés internacional
| Campeonato Mundial | Campeonato Mundial | Campeonato Mundial | Campeonato Mundial |
| Año                | Lugar              | Medalla            | Categoría          |
| ------------------ | ------------------ | ------------------ | ------------------ |
| 2021               | Oslo (Noruega)     | Medalla de bronce  | 97 kg              |